# Russian Roulette (canción)
«Russian Roulette» (en hangul, 러시안 룰렛), es un sencillo del grupo femenino surcoreano Red Velvet para su tercer EP del mismo nombre. Escrito por Jo Yun Gyeong, es principalmente una canción de synth-pop que compara líricamente el proceso de ganar el corazón de alguien con un juego de ruleta rusa. Fue lanzado el 7 de septiembre de 2016 por SM Entertainment junto con su videoclip.
«Russian Roulette» recibió críticas generalmente favorables de críticos musicales tras su lanzamiento, tanto a nivel internacional como en el país natal del grupo, Corea del Sur. También llamó la atención por su vídeo musical original, semi inspirado en la serie de televisión de ficción animada de Los Simpsons, Itchy & Scratchy que enmascara bromas violentas y casi letales que las integrantes se tiran una a la otra en un vídeo  aparentemente divertido. Dazed Digital lo colocó en el número seis en sus 20 mejores canciones de K-pop del año y ganó el premio al mejor vídeo musical en los Melon Music Awards de 2016.
La canción fue un éxito comercial, alcanzando el número dos en la lista Billboard's World Digital Songs y en Gaon Digital Chart de Corea del Sur, que en ese momento era la clasificación más alta del grupo en ambas listas.

## Antecedentes y lanzamiento
Después del lanzamiento del segundo miniálbum del grupo, The Velvet en marzo de 2016, varios sitios de noticias en Corea del Sur informaron en mayo que Red Velvet tendría un regreso en verano. A pesar de esto, el álbum fue pospuesto varias veces, causando gran estrés a las miembros del grupo antes de que su compañía, SM Entertainment, anunciara finalmente el comeback en agosto.
El grupo lanzó el primer teaser el 1 de septiembre y luego publicó otros teasers presentado como collages en su cuenta oficial de Instagram durante toda la semana. El 7 de septiembre, Red Velvet reveló el título del álbum junto con el sencillo principal.

## Composición
«Russian Roulette» fue compuesta por Albi Albertsson, Belle Humble y Markus Lindell, que anteriormente trabajaron con el grupo en su último sencillo «One of These Nights», mientras que sus letras fueron escritas por Jo Yun Gyeong. La canción fue escrita antes del debut de Red Velvet, y fue escuchada por las miembros cuando aún eran aprendices, sin saber que algún día la grabarían y la lanzarían. Musicalmente, Jeff Benjamin de Billboard describe el sencillo como una canción de synth-pop que incorpora sonidos de 8 bits y arcade. Bradley Stern de PopCrush, por otro lado, lo caracterizó como una melodía electro-pop alegre y retroactiva. Las letras de la canción comparan el desafío de ganar los afectos de alguien con un juego de ruleta rusa.

## Promoción
Una hora antes del lanzamiento del sencillo, Red Velvet realizó una cuenta regresiva especial a través de la aplicación V de Naver, donde discutieron sobre el álbum y sus canciones. El grupo comenzó a promocionar la canción en programas de música a partir del 8 de septiembre, presentando por primera vez la canción «Russian Roulette» y otra canción del álbum «Lucky Girl» en M! Countdown. A lo largo de la semana, interpretaron ambas canciones en otros programas de música como Music Bank, Inkigayo y The Show, donde ganaron su primer trofeo para la canción el 13 de septiembre.

## Recepción comercial
La canción fue un éxito tanto a nivel internacional como en Corea del Sur. Debutó en el tercer puesto de Gaon Digital Chart de Corea del Sur, pero rápidamente subió al puesto dos una semana más tarde, convirtiéndose en el sencillo con la mejor posición del grupo en ese momento. En otros lugares, «Russian Roulette» también se ubicó en el segundo puesto de Billboard's World Digital Songs. En 2017, la canción se convirtió en el sencillo más vendido del grupo.
La canción ganó el premio como Mejor vídeo musical en los Melon Music Awards de 2016.

## Posicionamiento en listas
| Lista (2016)                        | Mejor posición |
| ----------------------------------- | -------------- |
| Corea del Sur (Gaon Digital Chart)  | 2              |
| Estados Unidos (World Digital Song) | 2              |

| Lista (2016)                       | Posición |
| ---------------------------------- | -------- |
| Corea del Sur (Gaon Digital Chart) | 38       |

### Lista mensual
| Lista (2016)                        | Mejor posición |
| ----------------------------------- | -------------- |
| Estados Unidos (Gaon Digital Chart) | 3              |

## Historial de lanzamiento
| País          | Fecha                   | Formato          | Discográfica                 |
| ------------- | ----------------------- | ---------------- | ---------------------------- |
| Corea del Sur | 7 de septiembre de 2016 | Descarga digital | S.M. Entertainment, KT Music |
| Mundo         | 7 de septiembre de 2016 | Descarga digital | S.M. Entertainment           |